# Сладујево
Сладујево (мкд. Сладуево) је насеље у Северној Македонији, у југозападном делу државе. Сладујево припада општини Демир Хисар.

## Географија
Насеље Сладујево је смештено у југозападном делу Северне Македоније. Од најближег већег града, Битоља, насеље је удаљено 32 km северно.
Сладујево се налази у средишњем делу области Демир Хисар. Насеље је положено у горњем делу тока Црне реке, у долинском делу. Западно од насеља се издиже Плакенска планина, а североисточно Бушева планина. Надморска висина насеља је приближно 630 метара.
Клима у насељу је континентална.

## Становништво
По попису становништва из 2002. године Сладујево је имало 77 становника.
Претежно становништво у насељу су етнички Македонци (100%).
Већинска вероисповест у насељу је православље.